# Feuerwasser
Feuerwasser jest debiutanckim albumem niemieckiego rapera Curse.

## Lista utworów
1. Zehn Rap Gesetze
2. Was Ist
3. Wahre Liebe
4. Leavin' Las Vegas feat. Der Klan
5. Ladykiller
6. Entwicklungshilfe
7. Unter 4 Augen
8. Séance feat. The Arsonists, Shabazz The Deciple & Stieber Twins
9. Hassliebe
10. Kaspaklatsche feat. Der Klan
11. Weserwasser
12. Auf Uns Ist Verlass feat. Tone
13. Licht & Schatten feat. J-Luv
14. Schlußstrich